# Храм Дружбы (Павловск)
Храм Дру́жбы — парковый павильон типа ротонды. Построен в 1781—1784 годах по проекту шотландского архитектора Чарлза Камерона в Павловском парке, в излучине реки Славянки в качестве символического дара великого князя Павла Петровича и его супруги Марии Фёдоровны матери Павла, императрице Екатерине II в благодарность за подаренные им земли усадьбы Павловское.
Павильон — первый проект Камерона в Павловске. Он был спроектирован в 1779 году, заложен в июне 1780 года. Строительством руководил Г. П. Пильников, подрядчиками были А. Лисицын и И. Кириллов (каменные работы), К. Михайлов (штукатурные работы), Д. Бернаскони (лепнина), И. Рудольф (окраска), резчик Шарлемань (резные банкетки с ножками в виде «факелов любви» и двери).
Архитектор спроектировал необычное сооружение: подобие храма в виде древнеримской ротонды, увенчанной куполом, но охваченной кольцом каннелированных колонн греческого дорического ордера архаического типа: колонны без баз поставлены на невысокий стереобат. Совмещение разнородных мотивов в одной композиции в виде своеобразных «цитат» является любимым приёмом Чарлза Камерона. Площадка вокруг здания соединена с кольцевой галереей лестницами, прорезающими цоколь. Стены и колонны кирпичные, покрытые слоем штукатурки. Перекрытие кессонировано, украшено розетками. Дубовые двери обиты крупными бронзовыми декоративными гвоздями. На внутренней поверхности стен чередуются полукруглые и прямоугольные в плане ниши с полукруглым завершением.
Выдающийся знаток архитектуры и павловского парка В. Н. Талепоровский писал об этой постройке: «В долине реки Славянки, в излучине, где она делает крутой поворот, на небольшой лужайке стоит Храм Дружбы… построен в виде античного храма-ротонды с глухою наружною стеною, без окон… он окружён кольцом в шестнадцать каннелированных колонн греко-дорического ордера… Архитектурный замысел Храма Дружбы имеет своим как бы прототипом павильоны-храмы в виде ротонд с колоннадами в Кью, Стоу и других европейских парках, с тою особенностью, введённой Камероном, что здесь и ротонда и колоннада перекрыты одною общею крышею. Это дало совершенно особое, удивительно сильное решение по фасаду, ставя Храм Дружбы как единственное в своём роде произведение архитектуры конца XVIII века».
В метопах фриза чередуются рельефы, изображающие дельфинов (символ дружбы в античной мифологии) и венки из виноградной лозы, сухой и цветущей, — символ обновления природы. В верхней части стены ротонды, за колоннадой, в просветах колонн расположены круглые лепные медальоны-барельефы, исполненные Я. И. (Ж. Д.) Рашетом. В них повторяются четыре аллегорические сюжета, посвящённые Екатерине II: «Вручение дарственной грамоты наследнику», «Минерва-Виктория», «Справедливость» и «Щедрость». Над медальонами по окружности помещены лепные растительные гирлянды, перевитые лентой.
Вначале внутри находилась большая мраморная статуя императрицы Екатерины II, но в 1791 году скульптуру подарили графу И. Г. Чернышеву, и в 1792 году установили алебастровую фигуру императрицы в образе Цереры, древнеримской богини мудрости, плодородия и материнства.
Над входом планировалась надпись: «Любовь, почтение и преданность первых владельцев Павловска посвятили этот храм подарившей им этот участок земли». Однако, поскольку в церемонии закладки, состоявшейся летом 1780 года, участвовал император Священной Римской империи Иосиф II, надпись была сокращена до нейтральной: «Любовь, почтение и благодарность посвятили». Позолоченная надпись утрачена, в музее сохранилась лишь буква «ь». Чтобы подчеркнуть посвящение храма Екатерине II, в одной из ниш находилась гипсовая статуя императрицы в образе Цереры — копия бронзовой статуи 1789 года работы Я. И. Рашета, стоявшей в царскосельском гроте (ранее там же стояла Минерва с чертами Екатерины).
Храм Дружбы предполагалось использовать для завтраков и ужинов, поэтому на противоположном берегу Славянки Камерон предусмотрел кухню в виде хижины, сложенной из необработанных древесных стволов (разобрана в начале XIX века). Чугунный мостик с четырьмя вазами на постаментах создан позднее, в 1823 году, предположительно по проекту К. И. Росси.
Во время Великой Отечественной войны павильон был повреждён осколками.